# Valeriu Niculescu
Pour les articles homonymes, voir Niculescu.
Valeriu Niculescu dit Sony (né le 25 janvier 1914 à Brăila et décédé le 18 novembre 1986) était un footballeur roumain.

## Palmarès

### Avec leUnirea Tricolor
- Champion de Roumanie en 1941
- Finaliste de la Coupe de Roumanie en 1936 et 1941
- Meilleur buteur du Championnat de Roumanie en 1941 (21 buts)